# Acanthovalva inconspicuaria
'Acanthovalva inconspicuaria' es una especie de polilla perteneciente a la familia Geometridae, descrita por primera vez por Jacob Hübner en 2001. Tiene distribución muy desunida en el sur de Europa, especialmente el sur de la península ibérica, Oriente Próximo y toda África, desde Marruecos hasta Sudáfrica.